# Judo-Europameisterschaften der Männer 1986
Die Judo-Europameisterschaften 1986 der Männer fanden vom 8. bis zum 11. Mai in Belgrad statt. 
Es war die einzige Austragung von Judo-Europameisterschaften in Jugoslawien. Vor heimischem Publikum gewannen die jugoslawischen Judoka keine Medaille. Bestplatzierter Jugoslawe war Dragan Kusmuk als Fünfter in der offenen Klasse.
Im Halbschwergewicht konnte der Belgier Robert Van De Walle seinen Titel aus dem Vorjahr erfolgreich verteidigen.

## Ergebnisse
| Gewichtsklasse                 | Gold                | Silber             | Bronze                           |
| ------------------------------ | ------------------- | ------------------ | -------------------------------- |
| Superleichtgewicht (bis 60 kg) | József Csák         | Peter Jupke        | Chasret Tlezeri Patrick Roux     |
| Halbleichtgewicht (bis 65 kg)  | Juri Sokolow        | Joachim Brenner    | Janusz Pawlowski Marc Alexandre  |
| Leichtgewicht (bis 71 kg)      | Bertalan Hajtós     | Kerrith Brown      | Ezio Gamba Wiesław Błach         |
| Halbmittelgewicht (bis 78 kg)  | Frank Wieneke       | Marcel Pietri      | Ramon Pink Waldemar Legien       |
| Mittelgewicht (bis 86 kg)      | Peter Seisenbacher  | Ben Spijkers       | János Gyáni Fabien Canu          |
| Halbschwergewicht (bis 95 kg)  | Robert Van de Walle | Roger Vachon       | Jiří Sosna Jerzy Kolanowski      |
| Schwergewicht (über 95 kg)     | Willy Wilhelm       | Henry Stöhr        | Clemens Jehle Grigori Weritschew |
| Offene Klasse                  | Henry Stöhr         | Peter Seisenbacher | Roger Vachon Grigori Weritschew  |

## Medaillenspiegel
| Rang | Land                            | Gold | Silber | Bronze | Gesamt |
| ---- | ------------------------------- | ---- | ------ | ------ | ------ |
| 1    | Ungarn                          | 2    | -      | 1      | 3      |
| 2    | BR Deutschland                  | 1    | 2      | -      | 3      |
| 3    | Deutsche Demokratische Republik | 1    | 1      | 1      | 3      |
| 4    | Österreich                      | 1    | 1      | -      | 2      |
| 4    | Niederlande                     | 1    | 1      | -      | 2      |
| 6    | Sowjetunion                     | 1    | -      | 3      | 4      |
| 7    | Belgien                         | 1    | -      | -      | 1      |
| 8    | Frankreich                      | –    | 2      | 4      | 6      |
| 9    | Vereinigtes Königreich          | –    | 1      | -      | 1      |
| 10   | Polen                           | -    | -      | 4      | 4      |
| 11   | Italien                         | -    | -      | 1      | 1      |
| 11   | Schweiz                         | -    | -      | 1      | 1      |
| 11   | Tschechoslowakei                | -    | -      | 1      | 1      |
|      | Total                           | 8    | 8      | 16     | 32     |